# Madżid Reza Simchah
Madżid Reza Simchah Asil (pers. مجيدرضا سيم خواه اصيل; ur. 1 lutego 1970) – irański zapaśnik w stylu klasycznym. Dwukrotny olimpijczyk. Szósty w Barcelonie 1992; odpadł w eliminacjach igrzysk w Seulu 1988. Startował w kategorii 48 kg.
Srebrny medal mistrzostw świata  w 1991. Drugi na igrzyskach azjatyckich w 1994, trzeci w 1990. Zdobył tytuł mistrza Azji  w 1991 roku.